# Afrochthonius inaequalis
Afrochthonius inaequalis är en spindeldjursart som beskrevs av Beier 1958. Afrochthonius inaequalis ingår i släktet Afrochthonius och familjen käkklokrypare. Inga underarter finns listade i Catalogue of Life.